# Astragalus geyikdaghensis
Astragalus geyikdaghensis es una especie de planta del género Astragalus, de la familia de las leguminosas, orden Fabales.

## Distribución
Astragalus geyikdaghensis se distribuye por Turquía.

## Taxonomía
Fue descrita científicamente por Podlech & Ekici. Fue publicada en Taxon. Rev. Gen. Astragalus L. (Leguminosae) Old World 3: 1658 (2013).